# Pay the Ghost
Pour plus de détails, voir Fiche technique et Distribution.
Pay the Ghost, ou Intraçable au Québec, est un film américain réalisé par Uli Edel sorti en 2015.

## Synopsis
Après que son jeune fils Charlie (Jack Fulton) a disparu dans les rues de New York pendant une parade de l'Halloween, le professeur Mike Cole (Nicolas Cage) reçoit d'étranges messages qu'il croit être la solution afin de retrouver le jeune garçon. Il croit savoir que Charlie a été enlevé par le fantôme d'une jeune veuve  accusée de sorcellerie et brûlée avec ses enfants à Manhattan au XVIIe siècle. Par vengeance, elle reviendrait depuis régulièrement enlever des enfants.

## Fiche technique
- Titre au Québec : Intraçable
- Titre original : Pay the ghost
- Réalisation : Uli Edel
- Scénario : Dan Kay, d'après la nouvelle Pay the ghost de Tim Lebbon, parue en 2010 dans le recueil de nouvelles Last Exit for the Lost.
- Musique : Joseph LoDuca
- Photographie : Sharone Meir
- Production : Nicolas Chartier, Craig J. Flores, Ian Levy, Patrick Newall.
- Sociétés de production : Voltage Films, Midnight Kitchen Productions.
- Distribution :  États-Unis : RLJ Entertainment,  France : Metropolitan Filmexport.
- Durée : 94 minutes
- Pays de production :  États-Unis,  Canada,  Royaume-Uni,  Italie et  Allemagne
- Genre : Drame, Thriller, Fantastique.
- Lieux de tournage : New York, Toronto.
- Dates de sortie : 
  - États-Unis : 25 septembre 2015
  - France : 29 février 2016 (sortie directement en vidéo)

## Distribution
- Nicolas Cage (VF : Dominique Collignon-Maurin ; VQ : Benoît Rousseau) : Mike Lawford
- Sarah Wayne Callies (VF : Gaëlle Savary ; VQ : Catherine Proulx-Lemay) : Kristen Lawford
- Veronica Ferres (VF : Barbara Delsol) : Hannah
- Lauren Beatty : Annie Sawquin
- Lyriq Bent (VF : Namakan Koné ; VQ : Denis Roy) : L'nspecteur Jordan
- Stephen McHattie : L'aveugle
- Jack Fulton : Charlie Lawford
- Maxwell McCabe-Lokos (VF : Emmanuel Karsen) : M. Moldanado (non crédité)